# Катастрофа Юнкерс Ю-13 под Тифлисом
Катастрофа Юнкерс Ю-13 под Тифлисом — авиационная катастрофа пассажирского самолёта Юнкерс Ю-13 авиакомпании Закавиа, произошедшая 22 марта 1925 года в районе Тифлиса, при этом погибли 5 человек.

## Катастрофа
Лётчик Шпиль вместе с бортмехаником Сагарадзе на самолёте Юнкерс Ю-13 с бортовым номером R-RECA (заводской — 590, предыдущая немецкая регистрация D 194) выполняли пассажирский рейс из Тифлиса в Сухум. На борту находились три служебных пассажира:
- Георгий Александрович Атарбеков — заместитель наркома РКИ в ЗСФСР и уполномоченный Наркомпочтель СССР в ЗСФСР, а также Председатель правления Закавиа.
- Александр Федорович Мясников — заместитель председателя Совнаркома ЗСФСР, член Президиума ЦИК СССР, член РВС СССР и Краснознаменной Кавказской армии
- Соломон Григорьевич Могилевский — председатель Закавказской чрезвычайной комиссии

Почти в полдень авиалайнер взлетел с Тифлисского аэродрома и взял курс на Сухум. Однако через 15 минут в аэропорт поступило сообщение, что самолёт загорелся. На глазах свидетелей происшествия двое людей выпрыгнули из горящей машины и разбились насмерть. «Юнкерс» врезался в землю и взорвался.
Вчера в 12 ч. 10 м. вблизи Дидубийского ипподрома трагически погибли вследствие аварии аэроплана Юнкерс-13 заместитель председателя Совнаркома ЗСФСР, член Президиума ЦИК СССР, член РВС СССР и Краснознаменной Кавказской армии Александр Федорович Мясников, председатель Закавказской чрезвычайной комиссии Соломон Григорьевич Могилевский и заместитель наркома РКИ в ЗСФСР и уполномоченный Наркомпочтель СССР в ЗСФСР Георгий Александрович Атарбеков и два летчика — товарищ Шпиль и товарищ Сагарадзе.

## Последствия
Согласно заключению комиссии, расследующей катастрофу, двигатели и системы самолёта до столкновения с землёй работали исправно. Причину пожара установить не удалось. Однако не исключено, что пожар произошёл, когда один из пассажиров бросил на пол непогашенную спичку, которая и стала источником возгорания.
Мы потеряли товарищей, друзей, братьев. И особенно тяжко думать — повторяю снова,— что они погибли в результате трагического случая, воздушной катастрофы. Вряд ли мы дознаемся когда-либо с точностью о действительных причинах их гибели. Ведь живых свидетелей того, что произошло, нет! Они погибли все: и три пассажира, и летчик Шпиль, и механик Сагарадзе. В телеграмме, которую здесь огласили от областного комитета, есть заключительная фраза: «Да будут прокляты те роковые законы, которые вызвали эту катастрофу!» Эти роковые законы суть законы человеческой слабости. Эта катастрофа — каковы бы ни были её ближайшие причины — является показателем одновременно и силы человека, и слабости его. Сила в том, что человек научился летать, научился передвигаться не только по земле и воде, но и по воздуху. Но вместе с этим он и погибает не только на воде и на земле — он научился погибать и в воздухе.Л. Д. Троцкий
По указанию Сталина имя Мясникова было присвоено Первой военной школе лётчиков (Царицын).